# Umatilla (Oregon)
Umatilla és una població dels Estats Units a l'estat d'Oregon. Segons el cens del 2006 tenia 6.385 habitants.

## Demografia
Segons el cens del 2000, Umatilla tenia 4.978 habitants, 1.364 habitatges, i 1.062 famílies. La densitat de població era de 546 habitants per km².
Dels 1.364 habitatges en un 45,7% hi vivien nens de menys de 18 anys, en un 58,2% hi vivien parelles casades, en un 13% dones solteres, i en un 22,1% no eren unitats familiars. En el 16,9% dels habitatges hi vivien persones soles el 5,1% de les quals corresponia a persones de 65 anys o més que vivien soles. El nombre mitjà de persones vivint en cada habitatge era de 3,14 i el nombre mitjà de persones que vivien en cada família era de 3,51.
Per edats la població es repartia de la següent manera: un 31% tenia menys de 18 anys, un 12,1% entre 18 i 24, un 34,7% entre 25 i 44, un 16,5% de 45 a 60 i un 5,7% 65 anys o més.
L'edat mediana era de 29 anys. Per cada 100 dones de 18 o més anys hi havia 157,3 homes.
La renda mediana per habitatge era de 33.844$ i la renda mediana per família de 32.969$. Els homes tenien una renda mediana de 28.500$ mentre que les dones 20.337$. La renda per capita de la població era de 11.469$. Aproximadament el 15,6% de les famílies i el 19,4% de la població estaven per davall del llindar de pobresa.

## Poblacions més properes
El següent diagrama mostra les poblacions més properes.